# Găiseni
Găiseni là một xã thuộc hạt Giurgiu, România. Dân số thời điểm năm 2002 là 5541 người.